# Philip Crowther
Philip Crowther (Luxemburgo, 1981)  é um jornalista britânico-alemão-luxemburguês, notável por ser poliglota. Fala fluentemente francês, espanhol, português, inglês, alemão e luxemburguês. Crowther é correspondente da Casa Branca para a France 24, correspondente afiliado internacional da Associated Press, e  membro da Associação de Correspondentes da Casa Branca.

## Infância e educação
Crowther nasceu em Luxemburgo, filho de pai britânico e mãe alemã. Seu pai falava apenas inglês com ele e sua mãe falava apenas alemão. Ele foi educado em Luxemburgo, sendo fluente em todas as línguas oficiais do país: francês, alemão e luxemburguês, além do inglês. Aos 14 anos, começou a aprender espanhol por interesse pelo futebol do país. Durante um ano sabático após o ensino médio, foi para Barcelona, onde aprendeu um pouco de catalão. Aprendeu português na faculdade, estudando no King's College London, onde se formou em estudos hispânicos.

## Carreira
Em 25 de maio de 2021, no aniversário de um ano do assassinato de George Floyd, Crowther esteve reportando ao vivo da cena do assassinato quando os tiros começaram. Ele ficou ileso.
Em 2022, ele relatou de Kiev em seis idiomas diferentes durante a cobertura do conflito russo-ucraniano .